# Maison d'Adam et Ève (Bayeux)
Pour les articles homonymes, voir Maison d'Adam et Ève.
La maison d'Adam et Ève est une maison du centre-ville de Bayeux, dans le département du Calvados, en Normandie.
Datée du XVe siècle, construite dans la technique du pan de bois et composée de deux corps de bâtiment, elle est inscrite et classée Monument historique en 1927 et 1956 pour le corps principal et inscrite en 1972 pour le second corps.
Elle doit son nom à ses deux statuettes Adam et Ève qui illustrent le thème du péché originel.

## Localisation
Le bâtiment est situé au 6, rue Bienvenue, d'où est visible la façade en pan de bois. L'arrière et le second corps de bâtiment est visible depuis la rue de la Juridiction, adjacente,.

## Histoire
Le bâtiment est traditionnellement daté du XVe siècle. Le second corps, placé derrière le bâtiment principal, daterait du XVIe siècle. Maison canoniale à l'origine, elle devient par la suite la propriété de marchands. Selon Claire Merlier, guide de l'office de tourisme, cette maison accueillait deux échoppes : une boutique de souvenirs liés à la cathédrale proche, et un commerce alimentaire en raison de la proximité de la rue des cuisiniers.
Le bâtiment est inscrit et classé Monument historique en 1927 et 1956 pour le corps principal et inscrit en 1972 pour le second corps,,.
Le décor du rez-de-chaussée et ce dernier sont une restauration de 1976.

## Architecture

### Présentation générale
La façade sur rue du bâtiment est construite selon la technique du pan de bois reposant sur un soubassement en pierre. Le décor sculpté représente notamment un groupe central de statuettes au second étage, Adam et Ève, ainsi que le Serpent qui se faufile sur l'arbre de la connaissance du bien et du mal. La façade sur cour est en pierre et comprend une tourelle d'escalier à vis. Le second corps de bâtiment, de style Renaissance, est lui aussi en pierre, comprenant également une tourelle d'escalier à vis.

### Figures sculptées
Les corbeaux qui soutiennent les encorbellements sont décorés de statuettes.
|                        |
| Ange tenant un glaive. |

|      |
| Ève. |

|             |
| Le Serpent. |

|       |
| Adam. |

|                              |
| Lapidation de Saint Étienne. |

|                              |
| Sirène peignant ses cheveux. |

|          |
| Licorne. |

|                 |
| Le Bon Pasteur. |

|  |
|  |

|  |
|  |

|  |
|  |

|  |
|  |

|  |
|  |